# Hermann V de Wied
Hermann de Wied (allemand : Hermann von Wied) (14 janvier 1477 - 15 août 1552) est archevêque-électeur de Cologne de 1515 à 1546. 
En 1521, il soutient la sanction du réformateur allemand Martin Luther, mais ouvre plus tard son archevêché, l'un des plus importants du Saint Empire romain à la Réforme protestante. 

## Biographie
Quatrième fils de Frédéric, comte de Wied (décédé en 1487), Hermann fait ses études à l'Église et devient électeur et archevêque en 1515. Il soutient les prétentions de Charles Quint, qu'il couronne à Aix-la-Chapelle en 1520. Au début, son attitude envers les réformateurs et leur enseignement est hostile. À la Diète de Worms, il s'efforce de faire déclarer Luther hors la loi. 
Une querelle avec la papauté l'amène à réfléchir à une réforme de l'église, mais il espère que cela viendrait de l'intérieur plutôt que de l'extérieur. Il est initialement partisan du programme de réformes d'Érasme, qui modifie certaines pratiques religieuses corrompues, mais ne propose pas de profond changement doctrinal. 
Au fil du temps, son programme de changement s’élargit et ses sympathies évangéliques s'accentuent. Avec l'aide de son ami Johannes Gropper, il entreprend, vers 1536, d'instaurer certaines réformes dans son propre diocèse. Comme tous les efforts pour l'union avec l'Église catholique échouent, il nomme Martin Bucer prédicateur de la cour à Bonn en 1542 et demande conseil à son compatriote Philippe Mélanchthon. 
Sa rupture formelle avec Rome est saluée par les protestants et la Ligue de Smalkalde déclare qu'ils sont résolus à le défendre. Mais la Réforme de l'électorat est retardée par les victoires militaires de Charles Quint sur Guillaume de Clèves. De plus, ses innovations théologiques trouvent très peu de soutien parmi la population de Cologne. Convoqué à la fois devant l'empereur et le pape, Hermann est déposé et excommunié par le pape Paul III en 1546. Il démissionne de son poste en février 1547 et se retire à Wied. 
Hermann est également prince-évêque de Paderborn de 1532 à 1547.